# Нагоя Грампус
«Нагоя Грампус» (яп. 名古屋グランパス Нагоя Гуранпасу, англ. Nagoya Grampus) — японский футбольный клуб из города Нагоя, префектура Айти.

## История
Клуб был основан в 1939 году как футбольная секция компании Тойота. В 1991 году под именем «Нагоя Грампус Эйт» клуб стал одним из основателей профессиональной футбольной Джей-лиги.
Расцвет клуба пришёлся на середину девяностых годов, когда клуб тренировал Арсен Венгер, а среди игроков были такие звезды мирового футбола как Гари Линекер и Драган Стойкович. Последний с 2008 по 2013 год возглавлял команду как тренер.
Начиная с сезона 2008 название команды «Нагоя Грампус Эйт» было сокращено до «Нагоя Грампус».

## Достижения
- Чемпион Японии: 2010
- Обладатель Кубка Императора: 1995, 1999
- Финалист Кубка Императора: 2009
- Финалист Азиатского Кубка кубков: 1997
- Обладатель Суперкубка Японии: 1996, 2011